# Закон на Фитс
Законът на Фитс е зависимост в поведенческата психология, която свързва времето, необходимо за бързо придвижване до дадена цел, с размера на целта и разстоянието до нея. Тя се използва за моделиране на действието на посочване – физическо докосване на предмет с ръка или пръст или придвижването на посочващо устройство към обект на компютърен монитор – и намира приложение в изследването на взаимодействието между човек и компютър и ергономията.
Закономерността е първоначално изведена през 1954 година от американсикя психолог Пол Фитс, който я формулира във вида:
{\displaystyle {\text{ID}}=\log _{2}{\Bigg (}{\frac {2D}{W}}{\Bigg )},}
където ID е индекс на трудност на придвижването, D е разстоянието до целта, а W е размерът на площта.
Днес по-често се използва алтернативна формулировка в сходна логаритмична форма:
{\displaystyle {\text{ID}}=\log _{2}{\Bigg (}{\frac {D}{W}}+1{\Bigg )}.}